# Bartniczka
Bartniczka – wieś w Polsce położona w województwie kujawsko-pomorskim, w powiecie brodnickim, w gminie Bartniczka, przy drodze wojewódzkiej nr 544.

## Podział administracyjny
W latach 1975–1998 miejscowość administracyjnie należała do województwa toruńskiego. Miejscowość jest siedzibą gminy Bartniczka.

## Demografia
Według Narodowego Spisu Powszechnego (III 2011 r.) liczyła 719 mieszkańców. Jest największą miejscowością gminy Bartniczka.

## Pomniki przyrody
We wsi rośnie drzewo uznane za pomnik przyrody – lipa drobnolistna o obwodzie 434 cm, przy drodze powiatowej Brodnica-Górzno.